# 葛健
葛健（1960年6月—），男，内蒙古哲里木盟人，中国企业家，内蒙古仕奇集团党委书记、董事长，曾任第八、九、十届全国政协委员。